# Samuel Kaboo Morris
Samuel Kaboo Morris (* 1873 in Liberia; † 12. Mai 1893 in Fort Wayne, Indiana) war ein liberianischer Methodist – in den USA auch bekannt als „The Apostle of Simple Faith“ – und zum Christentum konvertierter Sohn eines Kru-Königs.

## Leben

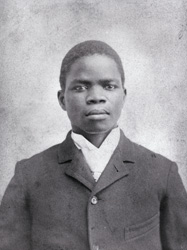
Samuel Kaboo Morris

Geboren als ältester Sohn eines Kru-Königs musste Kaboo, so lautete sein afrikanischer Name, als Geisel bei den verfeindeten Grebo leben, die ihn misshandelten und von seinen Verwandten Tributzahlungen erpressten. Nach Wochen der Gefangenschaft spürte Kapoo einen unbändigen Drang zur Flucht und es gelang ihm seine Fesseln zu lösen.
Er irrte mehrere Tage im Urwald herum und fand schließlich auf eine Plantage, die von einem Amerikoliberianer angelegt worden war. Dort traf Kaboo auf eine kleine christliche Gemeinde, die von einer Missionsstation der Methodistischen Kirche betreut wurde. Zu dieser Zeit war gerade Lizzie Macneil, ein junger Missionar aus den Vereinigten Staaten von Amerika eingetroffen, der zu Kaboo eine innige freundschaftliche Beziehung entwickelte. Mcneil unterrichtete Kaboo und offenbarte ihm die Kraft des Evangeliums, so dass sich Kaboo 1887 auf den Namen Samuel Morris taufen ließ und noch einige Monate auf der Plantage lebte.
Inzwischen hatte Samuel Morris den Entschluss gefasst, selbst ein Geistlicher oder Missionar zu werden. Da er nicht mehr zu seinen (heidnischen) Verwandten zurückkehren wollte, begab er sich nach Monrovia, um eine reguläre Schulausbildung zu absolvieren, er verdiente seinen Lebensunterhalt als Anstreicher und wurde ein eifriger Kirchgänger. Um 1891 fasste er den Entschluss, in das von Lizzie Macneil besuchte College in den USA einzutreten, um die Ausbildung als Missionar zu absolvieren. Vollkommen mittellos heuerte er als Hilfsarbeiter auf einem amerikanischen Segelschiff an und landete am 27. September 1891 im Hafen von New York. Anfang Dezember traf er bei Thaddeus Reade, dem Rektor des Fort Wayne College ein. Die anwesenden Lehrer waren von der Lebensgeschichte des Afrikaners derartig beeindruckt und gerührt, das man ihm mittels einer eigens geschaffenen Stiftung den Aufenthalt und Studium ermöglichte. Morris war ein begeisternder Redner, er wurde von seinen Zeitgenossen als Wunderkind betrachtet.
Noch vor dem Abschluss seiner Ausbildung verstarb Morris am 12. Mai 1893 an den Folgen einer Erkältung und wurde mit allen Ehren auf dem Friedhof des Fort Wayne College beigesetzt.
Die spätere Taylor Universität, die aus dem Fort Wayne College hervorgegangen war, ehrte Samuel Kaboo Morris durch zahlreiche Stiftungen, Denkmäler und Gedenkveranstaltungen. Auch in seiner liberianischen Heimat, im Sinoe County, wurde Samuel Kaboo Morris zu einem Vorbild für die Jugend.

## Bücher über Samuel Kaboo Morris
- Lindley Baldwin: Samuel Morris: The African Boy God Sent to Prepare an American University for Its Mission to the World. In: Men of Faith. Baker Books, Grand Rapids MI 1987, ISBN 0-87123-950-7, S. 94.
- Terry W. Whalin: Samuel Morris: The Apostle of Simple Faith. Barbour Publishing Inc., Uhrichsville, OH 1996, ISBN 1-55748-878-9, S. 176.
- Terry W. Whalin: Samuel Morris: Missionary to America. Barbour Publishing Inc., Uhrichsville, OH 2006, ISBN 1-59789-117-7, S. 208.